# Cocatedral de Sant Joan
La Cocatedral de Sant Joan està situada a La Valletta (Malta), fou construïda per l'Orde de Sant Joan de Jerusalem entre 1573 i 1578. Va ser projectada pel Gran Mestre Jean de la Cassière i era l'església conventual dels hospitalers. El temple fou dissenyat per l'arquitecte militar maltès Glormu Cassar, que es va encarregar de molts edificis de La Valletta, ciutat de nova planta. Comparteix la funció catedralícia amb la cocatedral de Sant Pau de Mdina.

## Façana
La façana i tot l'exterior de la cocatedral, construïda després del Setge de Malta (1565), dona l'aparença d'un fort.

## Interior

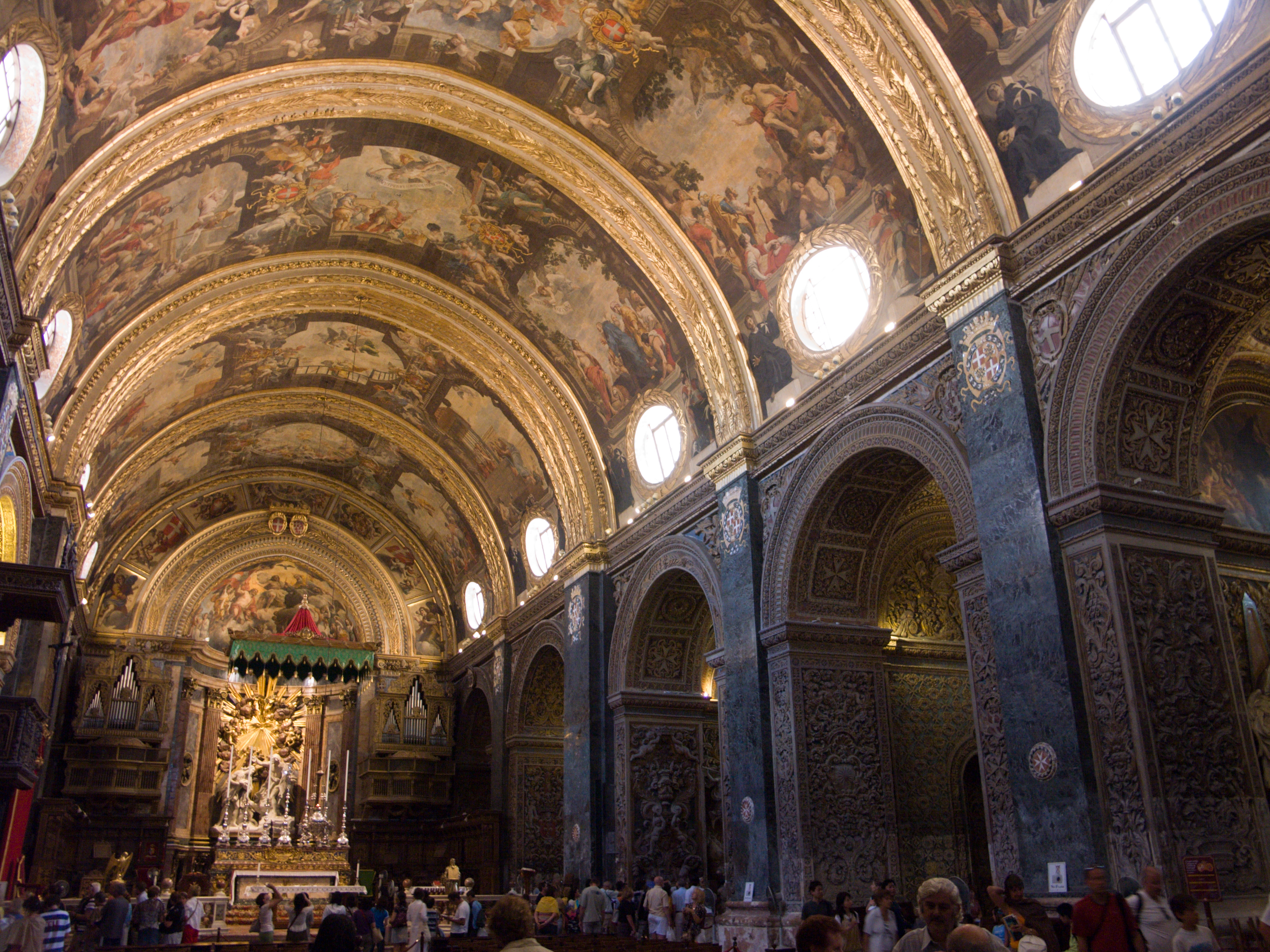
Interior de la catedral

L'interior, en contrast amb la façana, està molt ornamentat i decorat seguint els cànons del barroc. Fou decorat per Mattia Preti, un artista calabrès i cavaller hospitaler. Preti va dissenyar i esculpir les parets de pedra interiors i va pintar la volta i els costats dels altars amb escenes de la vida de Sant Joan. L'escultura no va ser fet directament a la pedra del mur, sinó adossada, ja que la pedra maltesa fa que sigui difícil esculpir-la en el lloc.
al costat de l'entrada principal es troba el monument funerari de Fra Marc'Antonio Zondadari de Siena, que va ser nebot del papa Alexandre VII.

## Capelles

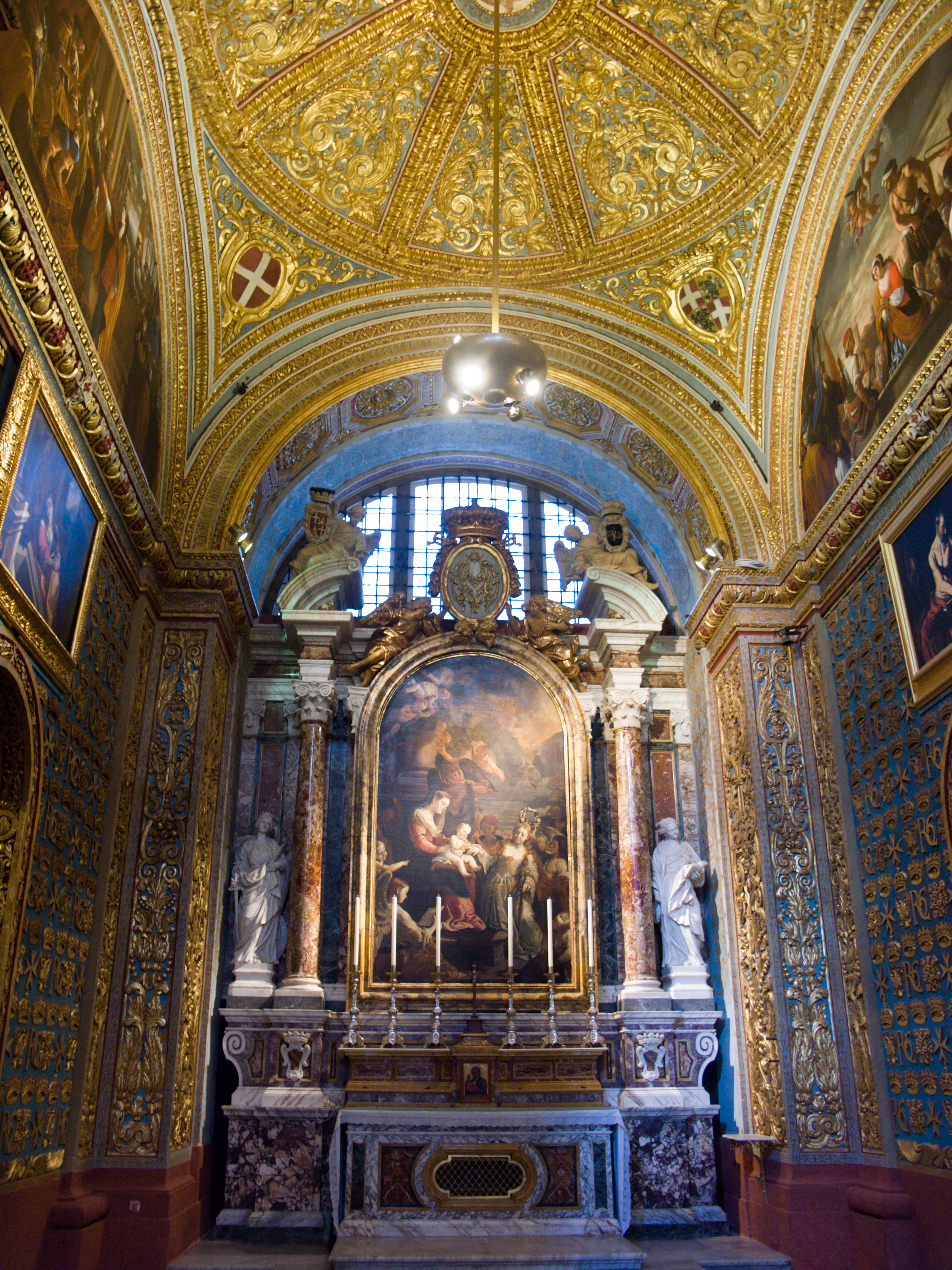
Capella de la catedral

La catedral conté vuit riques capelles, cada una està dedicada al sant patró de cadascuna de les vuit llengües de l'orde. Al costat esquerre del temple hi ha les capelles següents:
- La capella de la llengua anglobavaresa, que es coneixia antigament com la capella de les relíquies, ja que guardava les relíquies que l'orde havia anat acumulant amb el pas del temps.
- La capella de Provença, dedicada a sant Miquel.
- La capella de França està dedicada a la conversió de sant Pau. Aquesta capella va ser modificada al segle xix. En aquesta capella hi ha els monuments funeraris dels mestres Adrien de Wignacourt i Emmanuel de Rohan-Polduc.
- La capella d'Itàlia està dedicada a santa Caterina.
- La capella d'Alemanya està dedicada a l'Epifania de Crist i va ser pintada pel maltès Stefano Erardi.

Al costat dret de l'església hi ha aquestes capelles:
- La capella de la Llengua d'Alvèrnia està dedicada a sant Sebastià. L'únic monument és el sepulcre de fra Annet de Clermont.
- La capella de la Llengua d'Aragó està dedicada a sant Jordi. Va ser pintada per Mattia Preti i és considerada una de les millors. En aquesta capella hi ha enterrats els mestres Martín de Redín, Rafael Cotoner, Nicolau Cotoner i Ramon Perellós i Rocafull.
- La capell de Castella està dedicada a sant Jaume i hi ha enterrats fra António Manoel de Vilhena i fra Manuel Pinto da Fonseca.

## Obres d'art

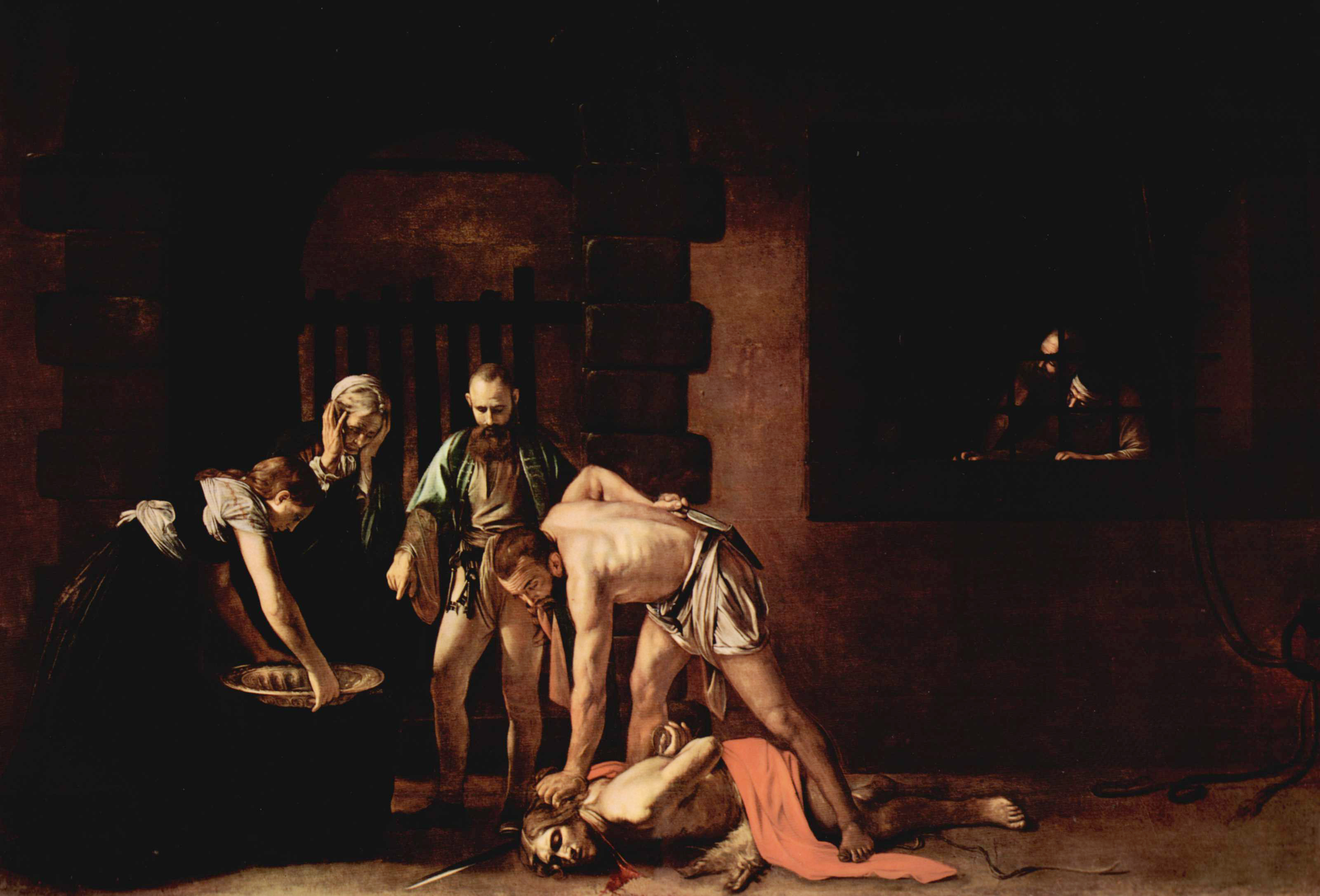
La decapitació de Sant Joan Baptista de Caravaggio, 1608. Oli sobre tela, 361 x 520 cm. Oratori de la catedral

La pintrua de la decapitació de Sant Joan de Caravaggio és el millor treball de la cocatedral. Considerat una de les millors obres d'aquest pintor, està situat a l'oratori del temple. Va ser restaurat a la dècada de 1990 a Florència. En aquest quadre es pot veure perfectament el joc amb el clarobscur que tant va caracteritzar l'autor. A l'oratori també hi ha l'equip de Sant Jeroni III' (1607-1608).
Altres obres importants de la cocatedral són les tombes a la nau del temple que són el sepulcre de cavallers importants. En aquests monuments funeraris, ricament decorats amb ús de marbre, contenen l'escut del cavaller, juntament amb fets que van protagonitzar, així com estàtues orants. Un altre grup escultòric important és el de Mazzuoli, al costat de l'altar major.
Juntament amb el temple, hi ha el museu amb objectes d'art. A més dels objectes, cal destacar la col·lecció de tapissos del mestre Ramon Perellós i Rocafull, pintures dels mestres Jean de la Cassiere, Nicolau Cotoner i Manuel Pinto da Fonseca.

## Visites
La catedral es pot visitar de dilluns a divendres, de 9.30 a 16.30 (l'última admissió es dona a les 16.00) i els dissabtes només fins a les 12. Està tancada els diumenges i els festius. L'entrada dona dret a una audioguia en diferents idiomes i que consta de 24 punts d'informació.

## Altres informacions
La cocatedral de Sant Joan fou l'església conventual dels cavallers de l'orde de Sant Joan. Conventual en el sentit que tenia el mateix tracte que la seu arquebisbal de Mdina. El 1820 l'arquebisbe de Malta va començar a fer servir la cocatedral de Sant Joan.
Actualment el monument és propietat del govern maltès i una fundació s'encarrega de la gestió. El secretari d'aquesta és el Dr Claude P.P. Busuttil i la directora del monument és Ms Cynthia de Giorgio, mentre que el coordinador del projecte és Mr Dane Munro.